# Никифорова, Нина Дмитриевна
Никифорова Нина Дмитриевна — заслуженная артистка РСФСР, ведущая актриса Красноярского драматического театра имени А. С. Пушкина шестидесятых — восьмидесятых годов XX века.

## Биография
Родилась в 1924 году. Окончила Школу-студию при новосибирском театре «Красный факел».
До 1955 года работала в новосибирском драматическом театре «Красный факел», сыграла ряд ведущих ролей.
В 1955-58 годах — артистка Иркутского драматического театра. В 1958 году получила приглашение в Красноярский драматический театр имени А. С Пушкина.
С 1958 года более тридцати лет была ведущей актрисой Красноярского драматического театра им. А. С. Пушкина.
Заслуженная артистка РСФСР (18 февраля 1965 года). Награждена орденом «Знак Почёта».
Скончалась 14 февраля 2010 года, похоронена на Бадалыкском кладбище Красноярска.
Супруг — заведующий литературной частью Красноярского драматического театра, позднее художественный руководитель Красноярской краевой филармонии, заслуженный работник культуры России Илья Клеймиц.

## Театральные работы
Новосибирский театр «Красный факел»:
- «Вей, ветерок»

Красноярский драматический театр им. А. С. Пушкина:
- Маша — А. П. Чехов «Три сестры»
- Комиссар — В. Вишневский «Оптимистическая трагедия»
- Гертруда — У. Шекспир «Гамлет»
- Берсенева — Б. Лавренев «Разлом»
- Генеральша Крахоткина — Ф. М. Достоевский «Из записок неизвестного»
- Клея — Г. Фигейредо «Эзоп»
- Английская мать — А. Парнис «Остров Афродиты»
- Баронесса Штраль — М. Лермонтов «Маскарад»
- Царица Ирина — А. Толстой «Царь Федор Иоаннович»
- Гурмыжская — А. Островский «Лес»
- Кручинина — А. Островский «Без вины виноватые»
- Прокурор — Н. Павлова «Вагончик»
- Мария Стюарт — Ф. Шиллер «Мария Стюарт»
- Диана Владимировна Барабанова — А. Галин «Ретро»
- Хозяйка — Х. Вуолийоки «Женщины Нискавуори»
- Бабушка — И. А. Гончаров «Обрыв»
- «Битва в пути»
- Госпожа Вальтер — Ги де Мопассан «Милый друг» и другие.

## Память
Муж актрисы — Илья Лазаревич Клеймиц высадил в Центральном парке города Красноярска «именную», мемориальную рябину.
В мае 2010 года в городе Красноярске в доме по адресу ул. Карла Маркса 112a была установлена мемориальная доска:

В этом доме с 1958 г. по 2000 г. жила известный деятель искусства заслуженная артистка России Нина Дмитриевна Никифорова